# Cascate di Ithaca
Le cascate di Ithaca (in inglese: Ithaca Falls) sono una cascata lungo il Fall Creek presso la città di Ithaca nello Stato di New York. Ha un salto di 46 metri.

## Descrizione
Le cascate di Ithaca sono situate all'interno dei confini della città di Ithaca, al limitare del campus dell'Università Cornell. Sono le ultime tra le numerose cascate lungo la valle pensile formata dal Fall Creek prima che questo si getti nel solco glaciale del lago Cayuga.
L'area intorno alla base della cascate è stata per molti anni proprietà dell'Università Cornell prima di essere venduta alla città di Ithaca nel 2000 nell'ambito di un recupero ambientale.